# وولف (مینه‌سوتا)
وولف (به انگلیسی: Wolf) یک منطقهٔ مسکونی در ایالات متحده آمریکا است که در Clinton Township واقع شده‌است. وولف ۲۰ نفر جمعیت دارد و ۴۲۸٫۸۶ متر بالاتر از سطح دریا واقع شده‌است.